# Mohač
Mohács (poslovenjeno tudi Mohač) je mesto na Madžarskem, ki upravno spada v podregijo Mohácsi Županije Baranja. Najbolj je znano kot zgodovinsko prizorišče Bitke pri Mohaču leta 1526.